# 자우디투
자우디투(암하라어: ዘውዲቱ, 1876년 4월 29일 ~ 1930년 4월 2일)는 에티오피아 제국의 여황제로 1916년부터 1930년까지 재위했다. 전설적인 시바의 여왕과 구디트를 비롯한 에티오피아의 여성 군주들 중 마지막 여성 군주이다.
메넬리크 2세의 딸로, 세례명은 아스칼라 마리암(Askala Maryam)이다. 메넬리크 2세의 후계자였던 조카 이야수 5세에 의해 시골로 추방되었으나, 이야수 5세가 이슬람교로 개종하고 제1차 세계 대전 기간 동안에 동맹국에 접근하는 등의 동향을 보여 1916년 폐위되었다. 이에 따라 자우디투는 아디스아바바로 소환되었고, 에티오피아 정교회는 메넬리크 2세가 사망했음과 이야수 5세가 자우디투에게 양위함을 선언하였다. 자우디투의 정식 칭호는 에티오피아 황제가 전통적으로 사용했던 "왕중왕(Nəgusä Nägäst)"을 개정한 "왕중 여왕"(Negiste Negest)이었다.
재위 기간 중, 섭정이었던 후계자 라스 타파르 마콘넨(하일레 셀라시에 1세)의 개혁이 이루어졌지만, 여황제 자신은 보수주의적이었고 독실한 에티오피아 정교회 신자였다.